# Mont Ollivier
Le mont Ollivier (en anglais : Mount Ollivier) est un sommet culminant à 1 933 mètres dans les Alpes du Sud, en Nouvelle-Zélande.
C'est un sommet du chaînon Sealy, à environ 2,5 kilomètres à l'ouest du Mount Cook Village, dans le parc national Aoraki/Mount Cook.
Le sommet porte le nom de l'alpiniste Arthur Ollivier (en).